# Ration alimentaire

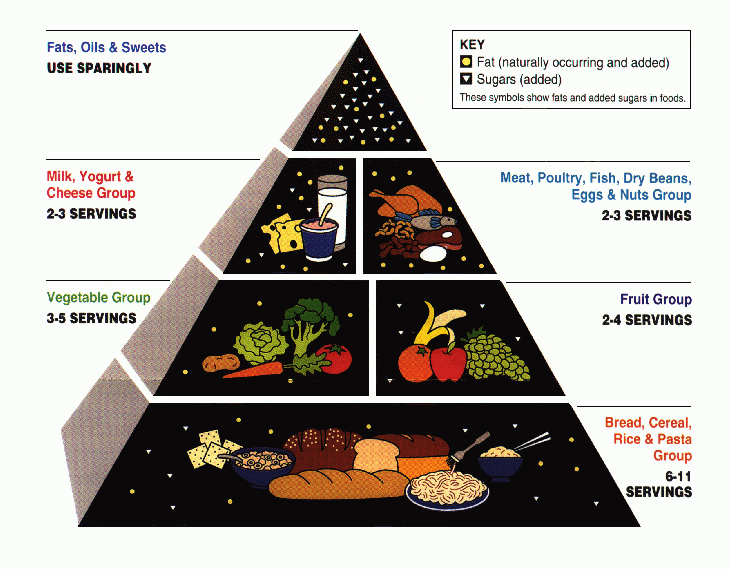
La première pyramide alimentaire proposée en 1992 aux États-Unis schématise la ration alimentaire quotidienne.

La ration alimentaire est la quantité et la nature d'aliments qu'une personne doit consommer en un jour afin de subvenir aux besoins de son corps. Elle correspond à l'ensemble des repas et des collations d'une journée. La répartition des apports énergétiques et des nutriments fait référence à la fragmentation de cette ration en différentes prises alimentaires.
Ces recommandations doivent être utilisées avec précaution du fait d'une grande variabilité des données. De plus, l'équilibre alimentaire peut s'établir sur la semaine plutôt que sur une journée.

## Unité de mesure
Pour mesurer la valeur énergétique d'un aliment, on utilise généralement la grande calorie (Cal), la calorie (cal) ou le joule (J). 
1 kcal équivaut à 4,186 6 kJ.
```
4,18 kJ = 1 kcal = 
1 000
 
cal
.
```

## En fonction de l'âge
La ration alimentaire varie en fonction de l'âge, de l'activité physique, de la taille… 
Voilà quelques apports de référence, ils peuvent varier d'un individu a l'autre :
- pour un enfant : environ 1 600 kcal
- pour un adolescent/une adolescente : de 1 700 kcal à 2 400 kcal
- pour un homme entre 18 et 40 ans (peu-actif) : 2 300  kcal
- pour un homme entre 18 et 40 ans (actif) : 2 700 kcal
- pour une femme entre 18 et 40 ans (peu-active) : 1 900 kcal
- pour une femme entre 18 et 40 ans (active) : 2 200 kcal
- pour une personne de plus de 40 ans : 1 900 kcal pour les femmes et 2 300 kcal pour les hommes
- pour une femme enceinte : de 2 200 kcal +150 au premier trimestre et +250 au deuxième et troisième trimestre.
- pour une personne avec une activité physique intense : de 200 à 1 000 kcal de plus que la ration normale (en fonction du sport, de l'intensité...).

Selon J.-P. Charvet, la ration alimentaire moyenne nécessaire est de 2 500 kcal/personne/jour. La moyenne de la ration alimentaire mondiale est en 2002 de 2 800 kcal, mais ces chiffres cachent de grandes disparités. Les pays d'Europe et d'Amérique du Nord peuvent avoir une moyenne à plus de 3 200 kcal/jour/personne, contre moins de 2 200 kcal en Afrique subsaharienne (et même à moins de 1 900 kcal au Burundi, en Éthiopie, Somalie…).

## Répartition des apports énergétiques au cours des repas de la journée.
Les apports énergétiques sont répartis différemment durant la journée, car le public n'est pas le même :
- Homme et femme, 
  - Petit déjeuner: 25 %,
  - Déjeuner: 40%,
  - Diner: 35% ;
- Enfant, adolescent, femme enceinte, femme allaitante, personne âgée,
  - Petit déjeuner: 25%,
  - Déjeuner: 35%,
  - Gouter: 10%,
  - Diner: 30%

## Répartition des différents nutriments

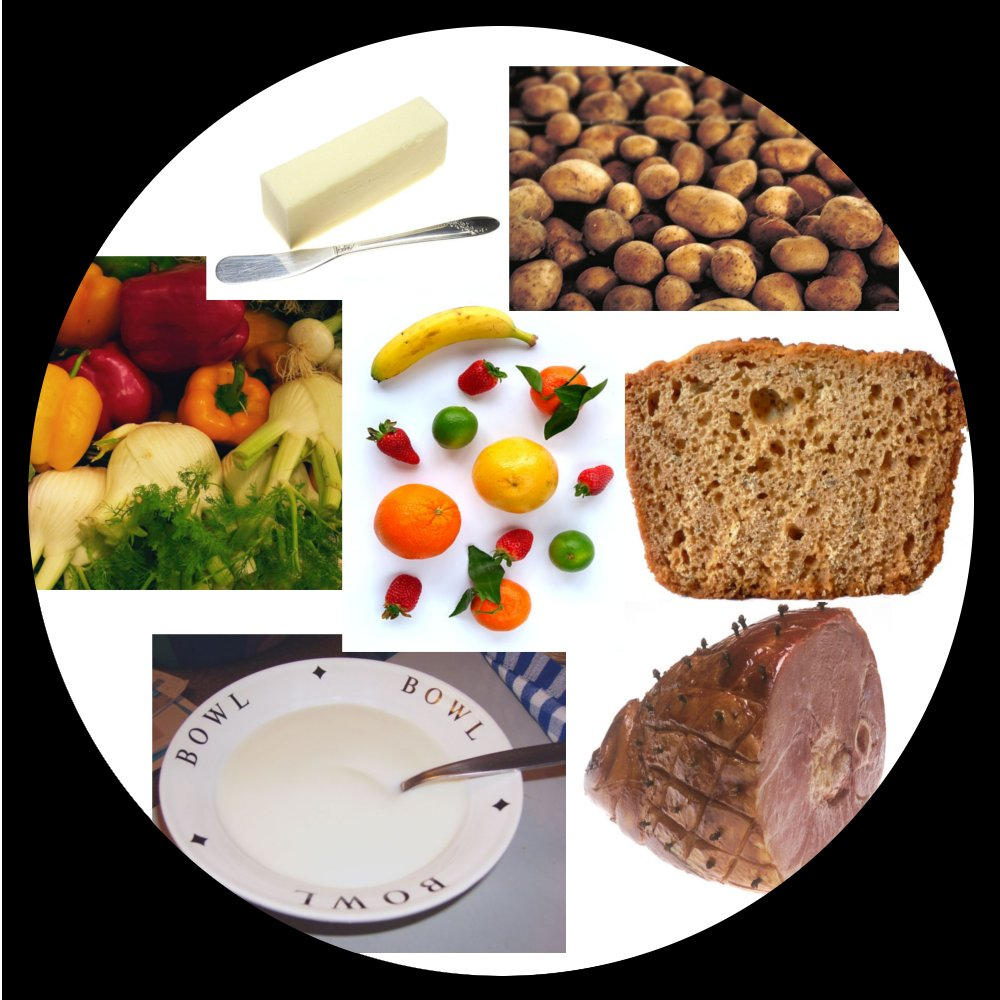
Portions journalières sur la selon la règle du « 421 GPL ».

Pour cette répartition, Albert-François Creff (nutritionniste français auteur de plusieurs ouvrages dans les années 1960) a établi dans les années 1980 la règle du « 421 GPL », formule approximative mais qui a le mérite d'être simple et 421 GPL, permettant une bonne diversification de l'alimentation à travers.
En faisant correspondre l'ordre des lettres des , on lit « 4G », « 2P » et « 1L ». Cela correspond aux nombres de parts qu'il est conseillé de consommer  : 4 portions de glucide pour 2 portions de protéine pour 1 portion de lipide. Il faut entendre "portions" comme des masses égales - cela découle directement du rapport des quantités d'énergie produite par l'assimilation des différents types de nutriments, à quantité de matière (masse) égale. 
Plus précisément, la journée se décompose, pour la part glucidique, d'1 portion de crudité (fruits, légumes crus), 1 portion de légumes cuits, 1 portion d'amylacés (céréales, pain, pâtes, riz…), en évitant les portions de produits au sucre raffiné (pâtisseries, chocolat, confiture…). Pour la part protéique, d'une portion de produit lactés (yaourt, fromage), 1 portion de produits non lactés (viande, poisson, œufs…). Et enfin pour la part lipidique éviter les portions de graisses d'origine animale (beurre, crème..), et privilégier les portions de graisses d'origine végétale (huile).
Ainsi la ration alimentaire moyenne quotidienne conseillée doit être constituée (par rapport à l'apport énergétique et en fonction des calories apportées par les différents nutriments) d'environ 45-50 % de glucides, 10-15 % de protides (soit 1.2 à 1.5 g/kg/j) et 30-35 % de lipides.